# El Capricho (metropolitana di Madrid)
El Capricho è una stazione della linea 5 della metropolitana di Madrid.
Si trova tra la Vía Verde de la Gasolina e la Calle Pinos de Osuna, nei pressi del parco di El Capricho, nel quartiere Alameda de Osuna del distretto Barajas.

## Storia
La stazione è stata inaugurata nel 2006, nell'ambito dell'estensione della linea fino ad Alameda de Osuna.

## Accessi
Vestibolo Velero
- Velero Calle Velero, 15
- Ascensore Calle Velero, 15

Vestibolo Pinos de Osuna aperto dalle 6:00 alle 21:40
- Pinos de Osuna Calle Pinos de Osuna, 15